# Zbigniew Dziewiątkowski
Zbigniew Dziewiątkowski (ur. 27 marca 1931, zm. 14 stycznia 2002 we Wrocławiu) – polski wokalista, muzyk, kompozytor i instrumentalista, autor tekstów piosenek do filmów, współtwórca Tercetu Egzotycznego.

## Życiorys
Występował z Zespołem Pieśni i Tańca Śląskiego Okręgu Wojskowego i chórze Rozgłośni Wrocławskiej Polskiego Radia pod dyrekcją Edmunda Kajdasza. W 1958 roku wspólnie z Witoldem Antkowiakiem założyli "Duet Egzotyczny". Współtwórca Tercetu Egzotycznego, który powstał w 1963 roku we Wrocławiu. Mąż Izabeli Skrybant-Dziewiątkowskiej z którą ma dwie córki: Annę Dziewiątkowską i Katarzynę Dziewiątkowską.

## Dyskografia
- 1966: Tercet Egzotyczny
- 1967: Gorące Rytmy
- 1969: Tercet Egzotyczny 3
- 1971: La Cumparsita
- 1972: Zimowe strofy
- 1974: Zakochanym
- 1976: Chłopcy...
- 1976: Wieczory zakochanych
- 1988: Besame Mucho
- 1993: Zostaniemy na tej ziemi
- 1994: Witaj Pamelo
- 1994: Kolędy – Noc Betlejemska
- 1995: Kulig do Pana Boga
- 1996: Uśmiechnij się Fernando czyli Dance, Dance, Dance
- 1997: Niech żyje nasz orzeł biały
- 1998: Szukam ciebie Izabello
- 2000: Egzotica
- 2002: O Marija

### Muzyka filmowa
- 2003 "Ciało"
- 1999 "Wojaczek"
- 1994 "Bank nie z tej ziemi"
- 1984 "Yesterday"
- 1979 "Chciałbym się zgubić"
- 1960 "Rozstanie"